# Agramonteses
Die Agramonteses waren die Anhänger der navarresischen Adelsfamilie Agramont, die erstmals zu Beginn des 12. Jahrhunderts zur Zeit des Königs Sancho VII. auftrat. Ihre Gegenspieler im 15. Jahrhundert waren die Beaumonteses.
Als Johann II. von Aragón, König von Navarra als Ehemann der Königin Blanka nach deren Tod 1441 die Macht nicht wie vorgesehen an seinen ältesten Sohn Karl von Viana abgab, unterstützten die beiden Parteien die jeweiligen Seiten, die Beaumonteses den legitimen Thronfolger, die Agramonteses dessen Vater. Beide suchten Verbündete innerhalb des Landes und fanden sie auch in den alten Familien des westlichen Baskenlandes, die Agramonteses in den Anhängern der Familie Gamboa (den Gamboínos), die Beaumonteses in den Anhängern der Familie Oñaz (den Oñacinos).
Die Parteien überstanden nicht nur den Navarresischen Bürgerkrieg (1451–1455) und den Tod von Karl von Viana (1461) sowie Johann II. von Aragón (1479), sondern suchten auch weitere Verbündete auf internationaler Ebene. Die Agramonteses hatten sie natürlich erst im Königreich Aragón gefunden, später dann in Frankreich, mit dessen Hilfe sie die Nachfolger Johanns, Eleonore von Navarra (1479–1479), Franz Phoebus von Foix (1479–1483), dessen Schwester Katharina (1483–1517) und deren Ehemann Johann von Albret unterstützten.
Kastilien nutzte seine Verbindungen 1512 bei der Eroberung Navarras und kam mit deren Hilfe relativ schnell und problemlos ans Ziel, wonach die Agramonteses unter der nun einsetzenden Unterdrückung der Gegner am stärksten zu leiden hatten, zumal sie auch 1512, 1516 und zuletzt 1521 erfolglos versuchten, das Land zurückzuerobern.